# La Rencontre entre Léon Ier le Grand et Attila
La Rencontre entre Léon Ier le Grand et Attila est une fresque monumentale de Raphaël et ses aides (longueur 7,50 m), réalisée de 1513 à 1514 pour la Chambre d'Héliodore, l'une des Chambres de Raphaël au Palais apostolique du Vatican. Un exemplaire est également présent dans la Sala delle Galere du Palais Chigi. Attila est dépeint comme un roi meurtrier, impitoyable et assoiffé de sang ; derrière lui, il n'y a que le feu, les décombres et les villes assaillies. Attila galope sur un cheval noir, tandis que le pape Léon le Grand est sur un cheval blanc.

## Histoire

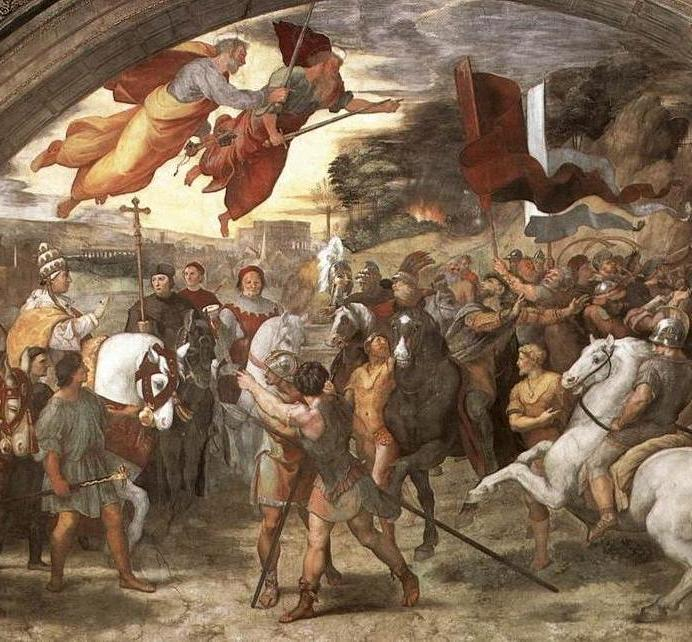
Détail.

La peinture fait partie de la commande passée à Raphaël par le pape Jules II en 1509 afin de décorer les Chambres qui sont maintenant connues comme les Chambres de Raphaël, dans le Palais apostolique du Vatican.
Les premiers dessins pour les fresques de la salle appelée plus tard Chambre d'Héliodore, à partir du sujet de cette fresque, sont réalisés par Raphaël dès l'été 1511, lorsque les travaux dans la Chambre de la Signature ne sont pas encore terminés. Le choix des sujets, liés à des interventions miraculeuses en vue de sauvegarder l'Église, est suggéré par le pontife, et reflète le moment qui est difficile après les défaites contre les Français, qui ont conduit à la perte de Bologne, et du fait des menaces continues des armées étrangères dans la péninsule. La Rencontre entre Léon le Grand et Attila figure en particulier la protection divine de l'Église contre ses ennemis. Peut-être, dans l'immédiat, Jules II voulait-il faire allusion à la récente bataille de Ravenne.
Pour peindre la fresque, Raphaël doit détruire une série de Condottieri de Bramantino. On ne sait pas si la Rencontre est peinte avant ou après la Délivrance de saint Pierre et donc, s'il s'agit de la troisième ou de la dernière des fresques de la salle. Elle est achevée après la mort de Jules II (pontife de 1503 à 1513), sous le pontificat de son successeur Léon X (pontife de 1513 à 1521), et elle peut être la dernière car la rupture de symétrie y est plus évidente que dans les autres scènes de la salle.
Parmi les aides de Raphaël, Giulio Romano joue probablement un rôle important dans la réalisation de cette fresque, à qui certains attribuent des parties entières. Roberto Longhi évoque également le nom de Lorenzo Lotto, hypothèse aujourd'hui écartée en raison de la chronologie.

## Description et style
La scène raconte l'apparition miraculeuse, selon la légende, des saints Pierre et Paul, armés d'épées au cours de la rencontre entre le pape saint Léon et Attila en 452, qui a conduit le roi des Huns à renoncer à l'invasion d'Italie et à la marche sur Rome. La propagande chrétienne avait fait de la bataille du pont Mincio un épisode miraculeux, avec l'apparition céleste d'un vieil homme en robe sacerdotale qui aurait terrifié les assaillants. Il est ici remplacé par Raphaël par les saints Pierre et Paul, protecteurs de la ville éternelle.
L’épisode a eu lieu près de la ville de Mantoue, mais Raphael place le décor près de Rome, avec des références évidentes à la situation politique contemporaine avec en arrière-plan, à gauche, une ville fortifiée, une basilique, un aqueduc, un obélisque et le Colisée, tandis que la colline sur laquelle le feu fait rage, à droite, est le Monte Mario. Les deux groupes opposés sont très différents : le groupe des Huns se précipite, très dynamique et furieux, mais est bloqué par l'apparition éblouissante dans le ciel des apôtres armés d'épées ; à gauche, le pape avance avec sa procession, ordonnée et calmement, dans son infaillibilité. Cette différenciation se reflète également dans le paysage, placide à gauche, dévasté par le feu et la ruine à droite. Les traits du pontife sont ceux de Léon X, qui a succédé à Jules II décédé en 1513, également en raison de l'homonymie avec Léon I. Le nouveau pape est cependant déjà représenté comme le cardinal Jean de  Médicis dans la fresque, le dernier sur la gauche, comme personnage qui accompagne le premier pape représenté, Jules II. L'idée de l'homonymie a plu au nouveau pontife, qui l'a choisie comme thème pour la salle voisine, la Chambre de l'Incendie de Borgo, dans laquelle les compositions asymétriques sont la dominante stylistique.
Une grande partie de la droite de l'œuvre a été exécutée par les élèves de Raphaël.

## Analyse
Selon Linda Murray, l'imagerie est banale, le traitement par l'atelier de Raphaël est compétent mais terne, les mouvements sans signification.